# Erwin Ringsgwandl
Erwin Ringsgwandl (* 1962 in Ruhpolding) ist ein deutscher Schlossermeister und Kunstschmied, Komponist, Musiker, Fotograf, Theatertechniker und -leiter aus Bayern.

## Leben
Erwin Ringsgwandl ist seit 2002 verheiratet mit der Theaterschaffenden Elfriede Ringsgwandl, mit der er zusammen in Riedering das Theaterzelt in der Rechtsform der E. & E. Ringsgwandl GbR führt, wo er vorwiegend für die Technik verantwortlich ist. Die Idee zur Gründung des Privattheaters stammte laut seiner Frau von ihm. Tochter Jenny, die als Anderhalbjährige erstmals auf der elterlichen Bühne zu sehen war, hatte in Hans Steinbichlers Spielfilm Eine unerhörte Frau (2016) eine erste Filmrolle.
Ringsgwandl ist gelernter Kunstschmied und Schlossermeister. Er ersetzte unter anderem 2009 zusammen mit den befreundeten Meisterschulkameraden Josef Forstmaier aus Kalling und Alfons Piechatscheck aus Prien am Chiemsee das grazile Firstgitter oberhalb des Glockenspiels des Münchner Rathauses, dessen 100 Meter langes Original im Zweiten Weltkrieg bei Bombenangriffen zerstört worden war. In über einjähriger Vorarbeit verarbeitete das Trio hierzu zehn Tonnen Schmiedestahl in über 2.500 Einzelteilen.
Schon in den 1980er Jahren war Erwin Ringsgwandl als Musiker mit verschiedenen Gruppen auf Tour. 1989 trat er zusammen mit Alex Birkenmeier dem 1987 von den beiden Reiter-Brüdern Martin und Markus und Thomas Ringsgwandl gegründeten Volksmusiktrio Daneb`n Musi bei, das nach dem Beitritt von Georg Christlmeier im Jahr darauf als Sextett Alpensound fungierte. Die Formation, die bis heute einige Umbesetzungen durchlaufen hat, veröffentlichte einige CDs und hatte mehrere Fernsehauftritte. Auf dem Alpensound-Album Es is Zeit, erschienen 2005 bei Tyrolis, schrieb Ringsgwandl fünf Titel. Der von ihm komponierte Alpensound-Titel Es is Zeit erschien 2017 auch auf einem Lustige Musikanten-Doppel-CD-Sampler (Tyrostar/Tyrolis) und seine ebenfalls für Alpensound komponierte Stangei-Polka erschien auf dem Doppel-Sampler Die Volkstümliche Polkaparty – 40 bärig aufgespielte Polkas (Tyrostar/Tyrolis). Sein Song Das beste Bier ham mia, der erstmals 2001 von der Band Jamei, einem modernen Projekt der Alpensound-Mitglieder, veröffentlicht worden war, wurde vom Österreicher Marc Pircher gecovert und ist auf dessen 2016 erschienenem Band-Album Live in Wien enthalten, das in Österreich drei Wochen in den Albencharts war und dort Platz 26 erreichte. Bei dieser Komposition arbeitete er mit Thomas Ringsgwandl zusammen.
Erwin Ringsgwandl ist auch als Fotograf tätig. Eine größere Zahl seiner Aufnahmen diente bereits für Fotoillustrationen. So steuerte er auch 190 Farbbilder für die Illustration des 2016 von Klaus Bovers geschriebenen Buchs Das Theaterzelt der Familie Ringsgwandl bei.